# Szent Egyed-katedrális (Edinburgh)

## Története
1124 – I. Dávid király alapította a Szent Egyed-templomot
I. Dávid király (Dauíd mac Maíl Choluim) alapította a Szent Egyed-templomot 1124-ben, ekkoriban Róma és a skót egyház közötti kötelék egyre szorosabbá vált. A Szent Egyed-templom Edinburgh legkeletibb szélén épült, és az Óváros nagy részét megelőzte. Amikor I. Dávid később megalapította a holyroodi apátságot, engedélyt adott az apátnak, hogy házakat építsen a hegygerincen a Szent Egyed felé, létrehozva a Canongate városrészt, és kialakítva a ma Royal Mile néven ismert területet.

### Kezdetek
Szent Egyed püspökségét 1124 körül alapította, vagy I. Sándor király, aki abban az évben meghalt, vagy testvére, I. Dávid király, aki követte őt a trónon. Az energikus Malcolm Canmore király és ájtatos felesége, Szent Margit fiai voltak. Szent Egyed plébániáját a Szent Cuthbert-templom meglévő nagy plébániájából alakították ki, a papság pedig egy majorságot kapott, egy kissé délebbre fekvő földterületet, ahol a jobbágyok felügyeletük alatt termeszthettek növényeket.
A legenda szerint maga Szent Egyed egy hetedik századi görög remete volt, aki a dél-franciaországi Nîmes közelében lévő erdőkben élt, egyetlen társa pedig egy szelíd szarvas volt. Egy napon a vizigótok királya vadászat közben rálőtt a szarvasra, de azt Egyed védelmezően tartotta a karjaiban, akinek a kezét a nyíl megsebesítette. A királyt lenyűgözte a szent ember, sokszor visszatért, hogy beszéljen vele, és végül rávette, hogy legyen az általa alapított kolostor apátja. Egyedet később szentté avatták, a leprások, a szoptató anyák és a sánták védőszentje lett.
Angliában számos templomot szenteltek ennek a népszerű középkori szentnek, valamint egyet Elginben, Skócia északi részén, feltehetően azért, mert a lepra szörnyű csapás volt. I. Dávid, aki Northumbria és Skócia ura volt, az edinburghi Szent Egyed-kórház bevételeit az ottani Harehope kórháznak adományozta. A kórházat a jeruzsálemi Szent Lázár-rend szerzetesei vezették, akiknek különleges szerepe a leprások gondozása volt.

### 1322 – Szent Egyed megtámadása
1320-ban a skótok aláírták az Arbroathi Nyilatkozatot, egy levelet a pápának, amelyben megerősítették Skócia függetlenségét Angliától. Két évvel később II. Edward angol király sereget küldött északra azzal a szándékkal, hogy széles körű károkat okozzon. A Szent Egyed-templom, akkoriban egy kis román stílusú templom, Edinburgh nagy részével együtt tűzkárt szenvedett.

### 1385 – Szent Egyed templomát ismét megtámadja az angol hadsereg
1384-ben a skót-francia Auld Alliance titkos találkozójára került sor Szent Egyed-templomban, ahol egy angliai rajtaütést terveztek. A következő évben II. Richárd angol király nagy sereget küldött északra, hogy elpusztítsa a Szent Egyed-templomot és más skót templomokat. Az épület nagy része fennmaradt, de a lángok fekete nyomai még a 19. századig láthatók voltak az oszlopokon. 1390-re a Szent Egyed-templomot edinburghi kereskedők segítségével helyreállították.

### 1466 – Szent Egyed-templommá válik
Edinburgh városi hatóságai petíciót nyújtottak be, hogy a Szent Egyed-templomot társtemplommá alakítsák, egy rangos státuszt, amelyet csak a pápa adományozhatott. Az 1419-es és 1423-as petíciók kudarcot vallottak, de 1466-ban II. Pál pápa végül társtemplomi státuszt adott a Szent Egyed-templomnak.

### Szent Egyed terjeszkedése
Az 1385-ös második rajtaütés után Szent Egyed újjáépült, és a következő 150 évben a közösség kiemelkedő tagjai, mint például Albany hercege, II. Róbert király fia, valamint a virágzó Kereskedő Céh és a kézműves egyesületek mellékkápolnákat építettek hozzá. Amikor Sir William Preston a templomnak hagyott egy karcsontot, amelyről úgy vélik, hogy Szent Egyed ereklyéje, 1455-ben egy további folyosót építettek az emlékére. Az ereklye már rég eltűnt, de Preston faragott címere, amely három unikornis fejét ábrázolja, látható a folyosóban. A tizenhatodik század közepére körülbelül 50 mellékoltár volt a templomban, a keleti végén található főoltár mellett, amelyet magának Szent Egyednek szenteltek.
Ahogy a fő részben említettük, a Szent Egyed 1466-ban kollégiumi templommá vált. A jövőben a Szent Egyed kollégiumi templom kibővítette a halottakért misézésre szolgáló létesítményeket, amelyekre akkoriban nagy volt a kereslet. A Szent Egyed vikáriusa lett a prépostja, hasonlóan a székesegyház dékánjához. Tizennégy janebendárius volt, akik a székesegyház kanonokjaihoz hasonlóan működtek. Naponta miséket mutattak be III. Jakab király és ősei lelkéért, valamint a templom számos oltáránál megemlékezett többi személyért. Egy sekrestyés volt felelős a templomi tányérokért és ruhákért, valamint azért, hogy a harangok szóljanak és az orgona szóljon. Volt egy karvezető és négy fiú karmester. Nem sokkal később egy énekiskolát alapítottak a temetőben a kórusosok képzésére.

### 1508 – Gavin Douglast nevezik ki Szent Egyed prépostjává[5]
A korai skót makar és fordító, Gavin Douglas 1508-ban lett Szent Egyed prépostja. Vergilius Aeneisének skót nyelvre fordítása volt az első jelentős klasszikus költemény fordítása modern germán nyelvre. Az Aeneist 1513-ban fejezte be, mindössze néhány nappal a katasztrofális floddeni csata előtt. Minden irodalmi művét Szent Egyed-i tartózkodása alatt komponálta, és ma is a korai skót irodalom fejlődésének kulcsfigurájának tekintik.

### 1558 – Szent Egyed-napi zavargás
1558-ban a protestantizmus kezdett eluralkodni Skóciában. Egyik este Szent Egyed szobrát ellopták a gyakorlatban még katolikus templomból, és az edinburghi Nor' Loch-ba dobták, egy rothadó vízfelületbe, amely egykor a Princes Street Gardenst töltötte meg. A hagyományos Szent Egyed-napi felvonulást protestánsok is félbeszakították, akik megpróbálták összetörni a szentek képmásait.

### 1559 – John Knox lesz a Szent Egyed lelkésze
John Knox skót pap volt, aki az 1540-es években áttért a protestáns hitre, majd bujkálni és száműzetésbe menekült. Genfben összebarátkozott a francia reformátorral, John Calvinnal. Skóciába való visszatérése után követőinek seregével vonult be a Szent Egyed-templomba, és ott prédikált először. A következő héten megválasztották a templom lelkészévé, és az épületet megfosztották katolikus díszítésétől.

### 1560 – A presbiteriánus vallás megalapítása Skóciában[9]
A skót parlament 1560-ban eltörölte a pápai hatalmat, és kimondta, hogy Skócia mostantól protestáns ország. Ez annak ellenére történt, hogy Skóciának még mindig volt katolikus királynője, Mária skót királynő. Szent Egyed 400 éves katolikus egyházi fennállása hivatalosan is véget ért. Az épületben eltávolították az ólomüveg ablakokat, a régi templomi ezüstöt beolvasztották és eladták, hogy pénzt gyűjtsenek az újjáépítéshez. A reformáció részletesebb leírásához kattintson ide.

### Mária, skót királynő
A középkorban Skócia Stewart-házának királyai, I. Jakabtól V. Jakabig, szoros kapcsolatban álltak Szent Egyeddel, és itt vettek részt római katolikus miséken. Mária, skót királynő, nem azért tette ezt, mert római katolikus volt, és a templom az ő uralkodása alatt protestánssá vált. Az 1560-as években azonban legalább háromszor járt az épületben, amikor megnyitotta a parlamentet a templom nyugati végén, és egyszer elküldte férjét, Lord Darnley-t egy istentiszteletre. Később panaszkodott, hogy John Knox olyan hosszú prédikációt tartott, hogy lemaradt a vacsorájáról.
Mária kényszerű lemondása után Skócia törvénytelen féltestvére, James Stewart, Moray grófja kormánya alá került. Moray régens a kongregáció egyik urának számított, és John Knox hűséges barátja volt. Miután Morayt 1570-ben Linlithgow-ban meggyilkolták, a Szent Egyed-ben temették el, és John Knox prédikált a temetésén. Moray emlékműve a későbbi átalakítások során megsemmisült, de eredeti réztáblája megmaradt, és a Szent Vér folyosón lévő másolatára illesztették, amelynek ólomüveg ablaka halálát és temetését ábrázolja.
Mária fia, VI. Jakab király rendszeresen részt vett a református Szent Egyedben tartott istentiszteleteken, gyakran félbeszakítva a prédikációt, hogy vitatkozzon a lelkésszel teológiai kérdésekről, mígnem 1603-ban Jakab örökölte Anglia trónját is, és Londonba költözött.

### A skót reformáció
1560 augusztusában Skócia hivatalosan protestánssá vált, amikor parlamentje elfogadott egy sor törvényt, amelyek véget vetettek a pápa skót egyház feletti hatalmának és eltörölték a misét. A lutheránus eszmék az 1520-as évek vége óta keringtek az országban, de V. Jakab király nem volt hajlandó szakítani Rómával, és fenntartotta Skócia hagyományos szövetségét Franciaországgal. Amikor 1542-ben meghalt, a trón hatnapos lányára, Máriára, a skót királynőre szállt. Özvegye, a francia Guise-i Mária jelentős befolyással bírálta a királyt, és 1554-ben régens lett. Régóta bírálták a katolikus egyházban elkövetett visszaéléseket, de bár felismerte a reform szükségességét, a protestáns ellenállás növekvő hulláma konfliktust okozott, amikor francia szövetségesei segítségét kérte.
A Kongregáció egyre növekvő számú protestáns urainak válasza az volt, hogy angol segítséget kértek. Rávették John Knoxot, egy neves prédikátort is, hogy térjen vissza a száműzetésből, és vezesse őket. Knox prédikációiban támadni kezdte az egyházat és Guise-i Máriát, egyesítve a lordok vágyát a változásra. Skócia csatatérré vált a lordok és angol katonai szövetségeseik, valamint a régenskirálynő és francia katonái között. A küzdelem végül Guise Mária halálával ért véget 1560. június 12-én. Július 6-án a franciák és az angolok aláírták az Edinburgh-i Szerződést, amelyben megállapodtak abban, hogy minden külföldi csapatnak el kell hagynia Skóciát.
Augusztusban a reformációs parlament elfogadta törvényjavaslatát. Knoxot a Szent Egyed lelkészévé választották, és kívánságainak megfelelően Edinburgh protestáns városi tanácsa a következő évet azzal töltötte, hogy eltávolította az összes oltárt és szobrot, eladta a templomi tányérokat, ereklyetartókat és egyéb értéktárgyakat, meszelte a belső teret, és ülőhelyeket vezetett be, hogy az embereknek ne kelljen állniuk Knox órás prédikációi alatt, amelyeket a templom délkeleti végén lévő szószékéről mondott.
Jelentős számú korábbi pap áttért a protestáns hitre, és egyházközségei lelkészeként maradt, de a finanszírozási problémák lehetetlenné tették a remélt iskola létrehozását minden egyházközségben. A korábbi katolikus hierarchiát azonban egy hiányos kálvinista egyházkormányzati rendszer váltotta fel. Létrehoztak egyházi üléseket, a felügyelők egy ideig átvették a korábbi püspökök számos feladatát, és 1562-től kezdve a Skót Egyház Közgyűlése évente egyszer ülésezett.

### Négy templom egyben
A tizenhatodik században Edinburgh lakossága gyorsan növekedett, és 1584-ben a városi tanács úgy döntött, hogy négy egyházközségre osztja, mindegyiknek saját templommal. 1699-re a Szent Egyed belsejét ezért négy teljesen különálló templommá alakították át, számos válaszfal felépítésével. A „válaszfal” szó talán úgy hangzik, mintha valami gyenge dologra utalna, de az elválasztó falak valójában kőből készültek, és nagyrészt eltorlaszolták a meglévő boltíveket. Mind a négy templom belső falához erkélyek sorai csatlakoztak, amelyeket galériáknak neveztek.
A négy templom közül a legnagyobb a Szent Egyed szentélyében állt, amelyet akkoriban Keleti templomnak, Magas templomnak vagy Új templomnak neveztek. Az átjáró és a hajó egy része lett az Auld Kirk (Régi templom) vagy Nagy templom. A délnyugati végén állt a Tolbooth Kirk vagy West Kirk, az északnyugati végén pedig a Haddo’s Hole Kirk, amelybe egy boltíves ajtón keresztül lehetett bejutni, amelyet ma a második világháborúban elesett gyülekezet tagjainak emlékére emeltek.
A négy közül a East Kirk volt a legnagyobb, és általában a legfontosabbnak tartották, bár a királyi padsor évekig az Auld Kirkben volt. Az embereknek a városi tanács által kijelölt saját plébániatemplomukba kellett járniuk, de sokan közülük abba a templomba jártak, ahol egy lelkész az általuk preferált stílusú prédikációt tartotta.
Az épület belső felosztása megmaradt egészen addig, amíg William Chambers az 1870-es és 80-as években bele nem kezdett nagyszabású restaurációs programjába.

### A négy templom sorsa

#### A Tolbooth Kirk
A Szent Egyed-székesegyház 1829-31-es restaurálása során William Burn megváltoztatta a belső teret, így az épület nyugati végén csak egy nagy templom volt kettő helyett. A ma West Kirknek nevezett templomot a Tolbooth Kirk gyülekezete foglalta el, amíg 1843-ban ki nem költöztek az újonnan épült Victoria Közgyűlési Csarnokba a Lawnmarket tetején (ma egy világi épület, a The Hub).

#### Haddo’s Hole Kirk
A Haddo’s Hole gyülekezet ezután a ma már üresen álló West Kirkbe költözött, de amikor William Chambers elkezdte a felújítási terveit, el kellett hagyniuk a templomot. 1873-ban egy ideiglenes vastemplomot biztosított nekik a Bruntsfield Links-en, amíg egy új templomot nem építettek nekik a közeli Meadow Place-en. A templom 1883-ban nyílt meg, és végül a huszadik század végén lebontották.

#### The Auld Kirk
1843-ban bekövetkezett a Szétválások, amikor a Skót Egyház kettévált, és megalakult a Free Church of Scotland. A Régi Egyház sok tagja távozott, így a maradottak is megtarthatták az istentiszteleteket a West Kirkben. A csökkenő létszám miatt azonban az Old Kirk gyülekezetet 1860-ban egy parlamenti törvény megszüntette. A gyülekezet hosszú kampányt indított a Szent Egyedben maradásért, de fellebbezésüket végül a Legfelsőbb Bíróság elutasította, így a Chambers Restoration folytatódhatott.

#### A High Kirk gyülekezet
A reformáció óta a High Kirk gyülekezete a Szent Egyed egykori szentélyében tartotta istentiszteleteit. A Chambers Restoration 1883-as befejeződésével ők lettek az egyetlen gyülekezet a székesegyházban, ahogy ma is.

### 1637 – I. Károly király megpróbálja bevezetni az anglikán istentiszteletet[26]
Skócia és Anglia az 1603-as Koronák Unióját követően ugyanazon uralkodó alá került, bár a két országnak továbbra is külön törvényhozó testülete volt. 1637-ben I. Károly király megpróbálta a skót presbiteriánus egyházat az angol anglikán egyházzal összhangba hozni. A skót ellenállás akkor forrt össze, amikor I. Károly megpróbált új imakönyvet bevezetni a Szent Egyedben, és székesegyházzá tette azt. Állítólag egy Jenny Geddes nevű helyi nő felkapta a székét, és a prédikátorra dobta, zavargást kiváltva. Az istentiszteleteket egy hétre felfüggesztették a nyilvános felkeléstől tartva.

### Jenny Geddes
1625-ben I. Károly követte a brit trónt, de bár Skóciában született, Angliában nevelkedett, és hiányzott belőle apja, VI. és I. Jakab éleslátása északi királyságával kapcsolatban. Egyházpolitikája hamarosan ellenállást váltott ki Skóciában, és 1637-ben a Szent Egyedben lázadás tört ki, ahol az emberek tiltakoztak egy angol stílusú imakönyv ellen, amelyet Károly elhatározta, hogy bevezet. Amikor James Hannay dékán elkezdett belőle olvasni, a legenda szerint egy Jenny Geddes nevű helyi nő a fejéhez vágta az összecsukható széket, amelyen ült, és azt kiabálta: „Ne misézz a fülembe!” („Ne misézz a fülembe!”).
Bár vannak bizonyítékok arra, hogy egy Jenny Geddes nevű személy létezett abban az időben, a fenti eseményre nincsenek végleges bizonyítékok. Az egyik elmélet szerint ő és barátai valójában női ruhába álcázott tanoncok voltak. Bármi is volt az igazság, minden bizonnyal lázadás következett, és „Jenny Geddes” tartós hírnevet szerzett magának protestáns hősnőként, aki kiállt egyházi elveiért. Két gondosan megfogalmazott 19. századi emléktábla állít emléket mind a dékánnak, mind neki magának, 1992-ben pedig egy mintegy negyven skót nőből álló csoport egy Merilyn Smith által készített bronzszobrot ajándékozott a Szent Egyednek, amely a háromlábú székét ábrázolta.

### A Szent Egyed-templomból székesegyház lesz
A skót egyházban 1560-ban a reformáció idején nem alakult ki teljes körű presbiteriánus egyházkormányzat, és a püspökök VI. Jakab uralkodása alatt is jelen voltak. 1633-ban fia, I. Károly úgy döntött, hogy létrehoz egy új edinburghi egyházmegyét, amelynek székesegyháza a Szent Egyed volt. 1635-ben William Forbes lett az új edinburghi egyházmegye első püspöke. A király egyházi és egyéb politikája polgárháborúhoz vezetett Skóciában, és a püspököket az 1638-as közgyűlés eltörölte. Újra létrehozták őket, amikor II. Károly 1660-ban visszakerült a brit trónra, majd végül III. Vilmos 1690-ben megszüntette őket. A Szent Egyed-székesegyház és más skót székesegyházak, mint például a glasgow-i és a dunblane-i székesegyház, továbbra is megtartják ezt a címet, elismerve a keresztény istentisztelet hosszú örökségét.

### 1638 – Nemzeti Szövetség aláírása a Greyfriars Kirk-ben[31]
I. Károly vezető skóciai ellenfelei Edinburgh-ban, a Szent Egyedtől nem messze található Greyfriars Kirk-ben találkoztak, hogy aláírják a Nemzeti Szövetséget. A szövetség hívei a vallásszabadság és a skót egyház függetlenségének fenntartását követelték. A későbbi Három Királyság Háborúi során egy elfogott királypártit, Sir John Gordont Haddóból, a Szent Egyed-i északi tornác feletti szobában tartottak fogva, amely később Haddo lyukaként vált ismertté. A Szövetség egy eredeti példánya ma is látható a Szent Egyedben.

### A Nemzeti Szövetség
A katedrális délkeleti sarkában egy magas faládában található a híres Nemzeti Szövetség néven ismert dokumentum másolata, amelyet azok állított össze 1638-ban, akik ellenezték azokat a változtatásokat, amelyeket I. Károly tervezett bevezetni a skót egyház istentiszteletében. A manifesztumot Alexander Henderson, aki a következő évben a Szent Egyed egyik lelkésze lett, és Archibald Johnston of Wariston, egy ügyvéd, aki a gyülekezet tagja volt, állították össze.
A király apja, VI. Jakab által 1581-ben aláírt hitvallással kezdve a dokumentum hosszú listát tartalmaz a skót egyházat érintő korábbi parlamenti törvényekről. Miközben mély hűséget fogadtak a királynak, az aláírók most hangsúlyozták elszántságukat, hogy megvédjék azt, amit szilárdan „az igaz vallásnak” hittek. Az Edinburgh-i Greyfriars templomban aláírt dokumentumokat akkoriban pergamenmásolatokban terjesztették az egész országban, hogy az emberek aláírásukkal elláthassák azokat. A király és a szövetségesek közötti összecsapás az 1639-es és 1640-es püspöki háborúkhoz vezetett.
A Nemzeti Szövetség számos eredeti példánya fennmaradt a Skócia Nemzeti Feljegyzéseiben és másutt. Ezt a példányt olyan hírességek írták alá, mint Montrose márki, valamint Rothes és Cassilis grófjai, Linlithgow-ba küldték, és Dundas urának ajándékozták. Leszármazottai őrizetében maradt 1924-ig, amikor is eladásra került Andrew Baxendine & Sons edinburghi könyvkereskedőknek. Ezután Alexander Wallace W. S., a Szent Egyed egyik elöljárója vásárolta meg. Egy sima tölgyfa keretbe helyezte, minden sarkában egy faragott bogáncssal, és 1926. május 31-én a székesegyháznak ajándékozta.

### A szövetségesek
1638-ban, egy évvel a Szent Egyed-i imakönyv-lázadás után megfogalmazták a Nemzeti Szövetség néven ismert kiáltványt, amelyben I. Károly skóciai egyházpolitikája ellen tiltakoztak. A kiáltványban az aláírók megígérték, hogy figyelmen kívül hagyják a tervezett változtatásokat, kivéve, ha azokat a Skót Egyház Közgyűlése jóváhagyja. A kiáltványt Alexander Henderson, aki a következő évben a Szent Egyed egyik lelkésze lett, és Archibald Johnston of Wariston, a gyülekezet tagja, egy szószóló írta. A közeli Greyfriars templomban 1638. február 28-án írták alá vezető nemesek és bárók. A pergamenmásolatokat Skócia minden városába és plébániájára el akarták juttatni aláírásra. Ezen dokumentumok közül sok megmaradt, köztük a linlithgow-i példány is, amelyet Alexander Wallace W. S. ajándékozott a Szent Egyednek 1926-ban, és amely egy különleges faállványon van kiállítva a prestoni folyosón. 1639-ben gyorsan fegyveres konfliktus tört ki a Püspöki Háborúk idején, és a király ellenfeleit eredetileg szövetségpártiaknak nevezték, bár később külön csoportokra szakadtak. Az ezt követő polgárháború alatt egy elfogott királypártit, Sir John Gordont Haddóból, a Szent Egyed-i északi tornác feletti szobában fogva tartották, mielőtt közvetlenül a börtön előtt kivégezték volna. A börtön Haddo-lyuknak nevezték. II. Károly restaurációja után egy csoport szövetségpárti továbbra is ellenezte a királyi politikát, és 1666-ban a Rullion Green-i csatában vereséget szenvedtek. Néhányukat ezután Haddo-lyukban fogták be, mielőtt kivégezték, deportálták vagy szabadon engedték őket.

### Montrose és Argyll
James Graham, Montrose első márkija, romantikus királypárti hősként vonult be a történelembe, míg nagy ellenségét, Archibaldot, Argyll első márkit, az I. Károly elleni radikálisabb szövetségpártiak vezetőjeként tisztelték. Mindkét férfi 1638-ban aláírta a Nemzeti Szövetséget, de gyanakodva Argyll indítékaira, Montrose hamarosan egy, a királyt támogató sereget vezetett. 1644-45-ben háromszor is megfutamította Argyll szövetségi erőit, de 1650-ben elfogták és felakasztották a Szent Egyed előtt. Fejét egy karóra tűzték a Tolbooth-on, míg végtagjait más vezető skót városokba küldték, hogy szörnyű figyelmeztetésként kiállítsák őket minden királypárti támogató számára. Időközben, I. Károly 1649-es kivégzése miatt megdöbbenve, Argyll átállt az oldalra; de hamarosan ismét Oliver Cromwell támogatására állt át.
Amikor II. Károlyt 1660-ban visszahelyezték a trónra, elrendelte, hogy Montrose holttestét szereljék össze, és rendezzenek állami temetést a Szent Egyedben, ahol a márki nagyapját is eltemették. A következő évben Argyllt, akit árulással vádoltak, lefejezték a székesegyház előtt. Fejét három évig ugyanazon a Tolbooth-karón tartották, majd a teste mellé temették el családi mauzóleumában, Kilmunban, Argyllben.
1886-ban Viktória királynő meglátogatta Szent Egyedet, és megkérdezte, miért nincs emlékmű Montrose-nak. Ennek eredményeként felállították a sírja fölé a gyönyörű, tizenhetedik századi stílusú emlékművet. Kilenc évvel később kampány indult egy hasonló emlékmű felállítására Argyllnak. Egyetértettek abban, hogy ez megfelelő lenne, mivel a székesegyházat a megbékélés templomának tekintették. Argyll emlékművét 1895-ben, kivégzésének 234. évfordulóján avatták fel.

### 1700 – Harangokat szerelnek fel a Koronatoronyban
1700-ban zenélő harangokat szereltek fel a templomtornyban. A hagyomány szerint, amikor néhány évvel később kihirdették az 1707-es Skócia és Anglia közötti Uniós Okmányt, a Szent Egyed-beli harangok a „Miért legyek olyan szomorú az esküvőm napján?” című dallamra kongattak, megragadva a lakosság hangulatát. A szövetségesek emléke még mindig mélyen élt az emberekben, és a Skót Egyház autonómiájának garantálása az unió egyik legfontosabb feltétele volt.

### 1745 – Bonnie Prince Charlie érkezésének bejelentése a Szent Egyedben[41]
A jakobita ügy lendületet vett Skócia-szerte, különösen a Skót-felföldön, és 1745-ben a Szent Egyedben bejelentették Bonnie Prince Charlie érkezését Edinburgh-ba. Az edinburghi bírák összegyűltek a templomban, hogy átvegyék az üzenetet, amely a város átadására utasította őket. Bonnie Prince Charlie támogatói a Royal Mile mentén sorakoztak fel, hogy lássák, amint úton van, hogy felállítsa a jakobita udvart a Holyrood-palotában.

### 1872 – William Chambers restaurálja a Szent Egyedet
1872-re a Szent Egyed-templom romos állapotban volt. A reformáció óta különböző templomokra és helyiségekre volt felosztva, és korábban, a tizenkilencedik század elején William Burn vezette restauráláson esett át. William Chambers, Edinburgh lordprépostja egy felújított és felújított templomot képzelt el, amely rangos nemzeti ünnepségeknek adna otthont. 1872-ben jóváhagyták a terveit. Az 1385-ös angol rajtaütés okozta évszázados tűzkárokat ledörzsölték az oszlopokról, a falakat bevakolták, a padlót pedig díszcsempével borították be. A tizenkilencedik századi restaurálásokról:

### William Burn restaurálása
1826-ban William Burn építészt bízta meg Edinburgh Lord Provostja a Szent Egyed külső felújításának és belső modernizálásának terveinek elkészítésével. Néhány évvel korábban az épülethez kapcsolódó üzleteket lebontották, ami felfedte, hogy a templom falai veszélyesen kifelé dőlnek. Archibald Elliot, egy ismert edinburghi építész, 1817-ben terveket készített az épület szerkezeti biztonságossá tételére és a belső felújítására. Ezek azonban nagy vitát váltottak ki, mivel a templom délnyugati oldalán található több középkori kápolna lebontását is magukban foglalták volna. Semmi sem történt, és Elliot 1823-ban meghalt.
A városi hatóságok ezután William Burnhöz fordultak. Egy edinburghi építész fiaként Burn nála tanult, mielőtt Sir Robert Smirke irodájához költözött Londonba, ahol a Covent Garden Színház helyszínépítésze lett. Visszatérve Skóciába, rendkívül sikeres karriert futott be templom- és vidéki házak építészeként. Burn a Szent Egyeddel kapcsolatos terveit az Elliot's-ra alapozta, beleértve a délnyugati kápolnák lebontásáról szóló vitatott döntést is, és ami még fontosabb, új és sikeres megoldást talált a ferde falak problémájára. Két láb hosszú vas összekötő rudakat helyezett a kőműves munkába. Ezután az egész épületet, a tökéletesen stabil torony kivételével, csiszolt terméskő homokkővel burkolta be. Az összes tetőt kijavíttatta, a hajó tetejének magasságát 16 lábbal megemelve, hogy megegyezzen a szentély magasságával, és kibővítette azt a folyosót, ahol a Skót Egyház Közgyűlése ülésezett.

### William Chambers restaurálása
A szegényes kezdetek után, napi három és fél pennyből élve egy edinburghi könyvkereskedő tanoncaként, majd könyveket árulva egy általa épített fabódéból, William Chambers testvérével, Roberttel megalapította a rendkívül sikeres W. and R. Chambers kiadót. Mélyen érdeklődve a skót történelem és hagyományok iránt, maguk is írtak könyveket ezekről a témákról, cégük tankönyvei, szótárai és enciklopédiái pedig annyira ismertté váltak, hogy Vilmost végül a Buckingham-palotában is bemutatták, és az Egyesült Államok elnöke szórakoztatta a Fehér Házban.
Mivel vonakodott belépni a közéletbe, 1865-ben mégis beleegyezett, hogy Edinburgh lord prépostja legyen, hogy megoldhassa a Szent Egyed körüli utcák és sikátorok túlzsúfolt nyomornegyedeinek problémáját. Ezt nagy sikerrel tette, és egy napon, amikor a templom hivatalos padjában ült, elfogta az ötlet, hogy lebontsa az összes belső kőfalat, hogy visszaállítsa eredeti középkori szent terét, és „Skócia westminsteri apátságává” alakítsa. Ennek érdekében megbízta a neves skót építészt, William Hayt.
1867-ben egy nyilvános beszéddel mutatta be ötletét, de tizenhat évnyi adománygyűjtés, személyes kiadások, számos hatóság engedélyének megszerzése, valamint a tényleges bontás és újjáépítés kellett ahhoz, hogy a munka végül 1883-ban befejeződjön. A már akkorra már törékeny, nyolcvanéves Chamberst bevitték a székesegyházba, és egy székre ültették, hogy saját szemével láthassa a hatást. „Soha nem hittem volna, hogy a belső tér ilyen szép!” – kiáltotta. 1883. május 20-án halt meg, mindössze három nappal a diadalmas újranyitó szertartás előtt.
Amikor William Chambers 1871-ben a Szent Egyed nagyszabású restaurálását tervezte, úgy döntött, hogy William Hay a legjobb építész, akit alkalmazhat. A skóciai Peterheadben, egy gabonakereskedő fiaként Hay ott kezdte pályafutását, majd Edinburgh-ba költözött, mielőtt 1846-ban csatlakozott George Gilbert Scott, a gótikus újjászületés vezető építészének tekintélyes londoni irodájához. Azonnal megbízták az új-fundlandi Szent János anglikán katedrális építésével, brit kereskedőket toborozva a feladatra, mielőtt feleségével Kanadába hajózott volna. Később tanácsadóként dolgozott a bermudai Hamiltonban található Szentháromság-székesegyház terveiben.
Rövid visszatérése után Skóciába, 1853 körül úgy döntött, hogy Torontóban telepedik le, ahol jó hírnevet szerzett a szép gótikus neogótikus épületek tervezésével. Egyik tanítványa, Henry Langley, Ontario legtermékenyebb templomépítésze lett. Felesége 1860-ban bekövetkezett halála után azonban Hay hirtelen eladta igen jövedelmező praxisát. Rövid ideig ismét Bermudán és Halifaxban dolgozott, mielőtt visszatért Skóciába, hogy sikeres praxist alapítson Edinburgh-ban.
Eleinte az emberek ódzkodtak a Chambers Restoration terveitől, de Viktória királynő 200 font adományt küldött a segélyalapba, és mire a projekt a végéhez közeledett, Hay észrevette, hogy még Angliából és Amerikából is tömegek özönlöttek, hogy megnézzék, mi történik, és folyamatosan megállították az utcán, és olyan emberek kérdezgették, akikkel soha nem találkozott.
1888-ban hunyt el, öt évvel a Chambers-restauráció befejezése után, és emlékére egy emléktábla állít emléket a Szent Egyedben.

### 1911 – A Bogáncs-kápolna felépül
1911-ben a Bogáncs-kápolna a Bogáncs Lovagrend otthona lett, amely egy Skóciához kötődő lovagrend, és 1687-re nyúlik vissza. A kápolnát neogótikus művészeti és kézműves stílusban tervezte Robert Lorimer építész, és híres bonyolult fafaragásairól, amelyek angyalokat, állatokat és virágokat ábrázolnak. A rend tizenhat tagból áll, és csak akkor avatnak fel új tagot, ha egy másik meghal. A rend védőszentje Szent András, és a tagok évente találkoznak Szent András napja körül.
A Bogáncsrend Skócia legnagyobb lovagrendje, és a tagság az ország egyik legmagasabb kitüntetésének számít. A rendet hagyományosan skótoknak vagy skót származású embereknek adják, akik kiemelkedő szolgálatot teljesítettek. A kinevezések teljes mértékben az uralkodó személyes ajándéka.
A Bogáncsrend gyökerei a középkorban keresendők, de a mai rendet nagyrészt VII. Jakab skót király (II. Jakab angol király) hozta létre 1687-ben. A Holyrood-apátság hajóját átalakították kápolnává, de 1688-ban az apátságot kifosztotta az edinburghi csőcselék, dühösen Jakab király római katolikus hűségére. Ezt követően a Bogáncs-lovagoknak több mint 200 évig nem volt saját kápolnájuk.
A Bogáncs-kápolnát Robert Lorimer tervezte, és 1911-ben fejezték be. Tartalmaz istállókat a 16 lovag számára, az uralkodó istállóját és két királyi istállót. A kápolna gazdag vallási és heraldikai részletekben, melyek közül sok sajátosan skót, beleértve a dudán játszó angyalokat is.
A prestoni folyosó keleti végén található alacsony boltozatú előcsarnokon vagy ante-kápolnán keresztül lehet bejutni. A kápolna egy három öbölből álló téglalap, sokszögű keleti apszissal és egy kőboltozattal, amelyet bordák és faragott dúcok gazdag mintázata borít. A hatást nagymértékben fokozzák az ablakokban található heraldikai és figuratív ólomüvegek.
A kápolna oldalai mentén helyezkednek el a lovagok padlásai, amelyeket gazdagon faragott baldachinok fednek, amelyek felett a lovagok sisakjai és címerei magasodnak. A leggazdagabb hatást azonban a kápolna nyugati végén található uralkodó padlása éri.

### 1985 – Robert Burns emlékablakának felállítása
Régóta panaszkodott Edinburgh, hogy Robert Burnsnek nincs jelentős emlékműje. 1985-ben a Szent Egyed beleegyezett, hogy egy Burnst ábrázoló ólomüveg ablakot építsen a bejárat fölé, és Leifur Breidfjörd izlandi művészt választotta ki a terv elkészítésére. Az ablak Burns munkásságának fő témáit ünnepli félig absztrakt stílusban: természet, emberiség és szeretet. A legfelső kőcsipke a napot ábrázolja, amely „vörös, vörös rózsaként” virágzik.